# Jakob Nüesch (Unternehmer)
Jakob Nüesch (* 6. März 1892 in Balgach; † 27. April 1967 in Altstätten) war ein Schweizer Stickereifabrikant und Politiker aus Balgach im Kanton St. Gallen. 1932 bis 1935 war er Führer der rheintalischen Stickereiaktionen.

## Leben
Jakob Nüesch wuchs in seiner Heimatgemeinde auf und verbrachte sein ganzes Leben dort. Nüesch stammte aus ärmlichen Verhältnissen. Nach der Primarschule in Balgach besuchte er die Sekundarschule in Berneck, betätigte sich als Kaufmann und wandte sich der Stickereiindustrie zu. Er arbeitete sich schnell zum Mustersticker hoch und tat dies für verschiedene Rheintaler Firmen, bevor er 1912 mit seinem Bruder im Eichholz in Balgach ein eigenes Fabrikationsgeschäft gründete. 1919 schafften die Gebrüder Nüesch modernste Stickautomaten an. 1924 heiratete Nüesch die Toggenburgerin Gertrud Looser. Anfang der 1930er Jahre wurde er zum Führer der in Not geratenen Rheintaler Sticker, die ihn in zahlreiche Ämter wählten. 1935 bis 1939 war er Nationalrat für die Allgemeine Volksliste St. Gallen, 1936 bis 1948 gehörte er dem Kantonsrat an und von 1936 bis 1945 stand er Balgach als Gemeindeammann vor. 1959 verkaufte Nüesch, nun Alleininhaber, das Geschäft. Am 27. April 1967 verstarb er als geachteter Stickereifabrikant in Altstätten.